# Poboru
Poboru é uma comuna romena localizada no distrito de Olt, na região de Oltênia. A comuna possui uma área de 68.92 km² e sua população era de 2383 habitantes segundo o censo de 2007.